# アブラハム・ホプマン

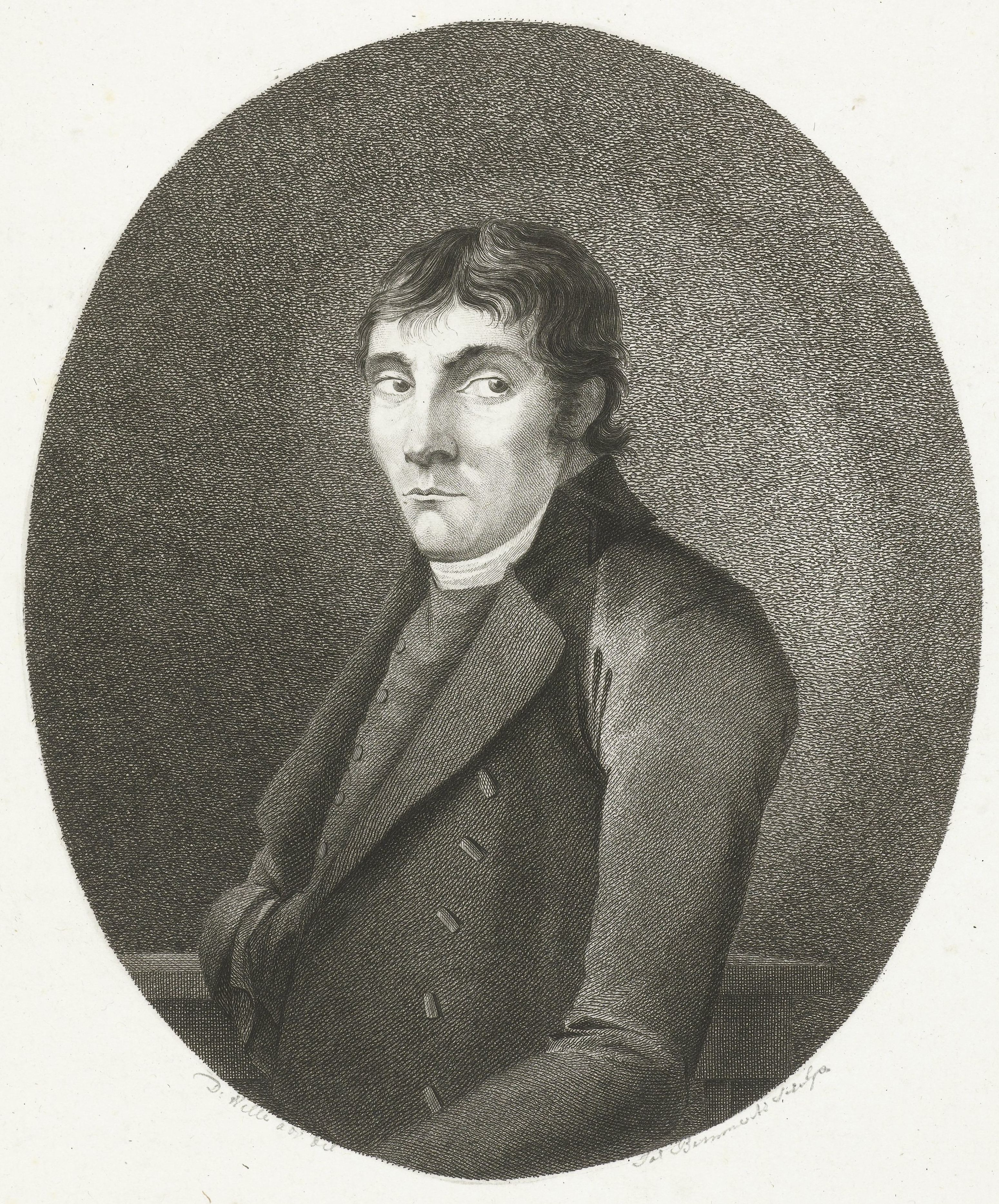

アブラハム・ホプマン（Abraham Hopman 、1770年3月13日 - 1832年3月9日）は、オランダの航空のパイオニアである。1804年に自作の熱気球でオランダ人として最初に飛行に成功した。
ライデンで、運河船頭の息子で生まれた。毛皮商のかたわら、機器を作った。結婚の後、ハールレムに住んだ。ハールレムでは、彼は物理学教師のLouis Samuel Loudeと知り合い、無人の気球の製作に夢中になった。1804年に有人気球飛行を行うと新聞に発表して、資金の提供を求めた。
1804年7月5日、アムステルダムのOvertoomsewegで準備が始められたが、気球が充分、充填されず、観衆に帰るように頼まなければならなかった。翌日、気球は充分に膨らんだが、人を乗せて浮上することはできなかった。それでも観衆は無人の気球が飛翔したので失望することはなかった。無人の気球はオランダを飛行しデーフェンテルに落下した。
スポンサーたちは希望を失わず、1804年9月29日再び飛行が行われ、アブラハム・ホプマンはロッテルダムから50分の飛行に成功しスヒーダムに着陸した。
ベーフェルウェイクの通りに名前がつけられている

## 参考・外部リンク
1. ↑  http://www.oudleiden.nl/pdf/1942.PDF
2. ↑  Historisch Beverwijk

- オランダ語の記事